# مقاطعة لورينس (كنتاكي)
مقاطعة لورينس (بالإنجليزية: Lawrence County)‏ هي إحدى المقاطعات في ولاية كنتاكي في الولايات المتحدة الأمريكية.

## أعلام
- فريدريك مور فينسون